# Bufeng
Bufeng (kinesiska: 步凤, 步凤镇) är en köping i Kina. Den ligger i provinsen Jiangsu, i den östra delen av landet, omkring 200 kilometer nordost om provinshuvudstaden Nanjing. Antalet invånare är 53260. Befolkningen består av 26 081 kvinnor och 27 179 män. Barn under 15 år utgör 11,0 %, vuxna 15-64 år 76 %, och äldre över 65 år 12,0 %.
Genomsnittlig årsnederbörd är 985 millimeter. Den regnigaste månaden är juli, med i genomsnitt 237 mm nederbörd, och den torraste är januari, med 21 mm nederbörd.